# Viscount Allen
Viscount Allen, in the County of Kildare, war ein erblicher britischer Adelstitel in der Peerage of Ireland.
Der Titel wurde am 28. August 1717 für den ehemaligen Abgeordneten im irischen Unterhaus John Allen geschaffen. Zusammen mit der Viscountwürde wurde ihm der nachgeordnete Titel Baron Allen, of Stillorgan in the County of Dublin, verliehen.
Beide Titel erloschen beim kinderlosen Tod seines Urenkels, des 6. Viscounts, am 21. September 1845.

## Liste der Viscounts Allen (1717)
- John Allen, 1. Viscount Allen (1661–1726)
- Joshua Allen, 2. Viscount Allen (1685–1742)
- John Allen, 3. Viscount Allen (1713–1745)
- John Allen, 4. Viscount Allen († 1753)
- Joshua Allen, 5. Viscount Allen (1728–1816)
- Joshua Allen, 6. Viscount Allen (um 1782–1845)